# Royal Economic Society
Royal Economic Society (RES) este o asociație profesională care promovează studiul științelor economice în mediul academic, servicii guvernamentale, bancare, industrie și afaceri publice. Înființată inițial în 1890 ca Asociația Economică Britanică, a fost încorporată prin statutul regal la 2 decembrie 1902. Societatea este o organizație de caritate înregistrată la Comisia de Caritate din U.K., cu numărul de caritate 231508.
Societatea este condusă de un Comitet Executiv care este responsabil de dezvoltarea și executarea politicilor și activităților societății. Actualul președinte al societății este prof. Rachel Griffith. În plus, RES susține o serie de comitete, inclusiv Comitetul Femeilor și Conferința șefilor departamentelor de economie universitare (CHUDE).
RES are două publicații revizuite de la egal la egal: The Economic Journal, publicat pentru prima dată în 1891 și The Econometrics Journal, publicat pentru prima dată în 1998. Ambele reviste sunt disponibile online pe site-ul RES. Celelalte activități ale Societății includ o conferință anuală, care oferă subvenții pentru formare și proiecte speciale și desfășoară diverse activități de informare, inclusiv o conferință publică anuală și un concurs de eseuri pentru tinerii economiști.
În 2017, societatea a creat un birou centralizat în Westminster, Londra și l-a numit pe primul său director executiv, Leighton Chipperfield.

## Legături externe
- Website of the Royal Economic Society Arhivat în 2 decembrie 2017, la Wayback Machine.
- Website of the Economic Journal Arhivat în 26 noiembrie 2018, la Wayback Machine.
- Website of the Econometrics Journal Arhivat în 29 noiembrie 2018, la Wayback Machine.
- Catalogue of the RES Archive held at The London School of Economics Archives Arhivat în 5 iunie 2008, la Wayback Machine.
- Past Presidents of the Royal Economic Society Arhivat în 19 octombrie 2018, la Wayback Machine.
- Past Secretaries-General of the Royal Economic Society Arhivat în 19 octombrie 2018, la Wayback Machine.